# ハバ・ナギラ
「ハバ・ナギラ」(הבה נגילה, Hava Nagila) は、ヘブライ語の民謡で、ユダヤ教徒の結婚式や成人式（バル・ミツワー、バト・ミツワー）で演奏される楽曲である。

## 歴史
メロディーは、ウクライナ・ブコビナ民謡が元である。ルーマニアや西ウクライナでは一般的であるフリギア旋法が用いられている。第一次世界大戦ならびにバルフォア宣言の間、おそらくパレスチナでイギリスの勝利を祝うため、1918年にアーブラハム・ツェーヴィ・イーデルゾーンが作詞したものが一般的である。

## 詞
| 字訳（アルファベット）    | ヘブライ文字          | 日本語翻訳                  |
| ------------------------- | --------------------- | --------------------------- |
| Hava nagila               | הבה נגילה             | 喜べ                        |
| Hava nagila               | הבה נגילה             | 喜べ                        |
| Hava nagila ve-nismeḥa    | הבה נגילה ונשמחה      | 喜んで幸せになれ            |
|                           | （繰り返し）          |                             |
| Hava neranenah            | הבה נרננה             | 歌え                        |
| Hava neranenah            | הבה נרננה             | 歌え                        |
| Hava neranenah ve-nismeḥa | הבה נרננה ונשמחה      | 歌って幸せになれ            |
|                           | （繰り返し）          |                             |
| Uru, uru aḥim!            | !עורו, עורו אחים      | 起きろ、起きろ、兄弟!       |
| Uru aḥim be-lev sameaḥ    | עורו אחים בלב שמח     | 幸せな気持ちで起きろ、兄弟  |
|                           | （4回繰り返し）       |                             |
| Uru aḥim, uru aḥim!       | !עורו אחים, עורו אחים | 起きろ、兄弟、起きろ、兄弟! |
| Be-lev sameaḥ             | בלב שמח               | 幸せな気持ちで              |

## 演奏者
- 歌手のハリー・ベラフォンテが歌うバージョンが知られていて、1959年のアルバム『Belafonte at Carnegie Hall』に収録されている。しかし、ベラフォンテはこの曲をコンサートではめったに歌わなかった。代表曲である「バナナ・ボート」と「ハバ・ナギラ」[4]の2曲について、ベラフォンテは「人生はそれがなければ価値がない。アメリカのユダヤ人のほとんどは、この歌を私で知ることになった」と語った[5]。
- アーヴィング・フィールズ[4]
- チャビー・チェッカー[4]
- コニー・フランシス[4]
- ディック・デイル・アンド・デル・トーンズ[4]
- グレン・キャンベル[4]
- ボブ・ディラン[4]
- レナ・ホーン[4]
- ダリダ[6]
- ニール・ダイアモンド[7]
- フィンランドのパワーメタルバンドのソナタ・アークティカは、「ハバ・ナギラ」を歌った後に「The Vodka Song」という曲を鳴らしてショーを終える[8]。* 2009年6月16日、イスラエルのテルアビブでアメリカのプログレッシブ・メタルバンドのドリーム・シアターが「ハバ・ナギラ」を演奏した[9]。
- こまっちゃクレズマ
- チャラン・ポ・ランタンと愉快なカンカンバルカン